# Monodelphis
Genre
Monodelphis est un genre de marsupiaux de la famille des Didelphidae.
Les espèces de ce genre sont appelés aussi opossums-musaraignes  ou opossums à queue courte.

## Distribution
Les espèces de ce genre se rencontrent en Amérique du Sud et au Panama.

## Description
Ce genre de sarigues comprend des espèces dont l'aspect évoque celui des musaraignes.
Les espèces de ce genre mesurent de 60 à 200 mm et pèsent de 10 à 150 g.

## Liste des espèces
Selon Mammal Species of the World (version 3, 2005)  (6 décembre 2016) :
- Monodelphis adusta (Thomas, 1897)
- Monodelphis americana (Müller, 1776)
- Monodelphis brevicaudata (Erxleben, 1777)
- Monodelphis dimidiata (Wagner, 1847)
- Monodelphis domestica (Wagner, 1842)
- Monodelphis emiliae (Thomas, 1912)
- Monodelphis glirina (Wagner, 1842)
- Monodelphis iheringi (Thomas, 1888)
- Monodelphis kunsi (Pine, 1975)
- Monodelphis maraxina (Thomas, 1923)
- Monodelphis osgoodi (Doutt, 1938)
- Monodelphis palliolata (Osgood, 1914)
- Monodelphis rubida (Thomas, 1899)
- Monodelphis scalops (Thomas, 1888)
- Monodelphis sorex (Hensel, 1872)
- Monodelphis theresa (Thomas, 1921)
- Monodelphis umbristriata (Miranda-Ribeiro, 1936)
- Monodelphis unistriata (Wagner, 1842)

En 2016, Pavan et Voss divisent ce genre en cinq sous-genres : Monodelphis (Monodelphis) Burnett, 1830 pour Monodelphis arlindoi, Monodelphis brevicaudata, Monodelphis domestica, Monodelphis glirina, Monodelphis palliolata, Monodelphis sanctaerosae et Monodelphis touan, Monodelphis (Microdelphys) Burmeister, 1856 pour Monodelphis americana, Monodelphis gardneri, Monodelphis iheringi et Monodelphis scalops, Monodelphis (Monodelphiops) Matschie, 1916 pour Monodelphis dimidiata et Monodelphis unistriata, Monodelphis (Mygalodelphys) Pavan et Voss, 2016 pour Monodelphis adusta, Monodelphis handleyi, Monodelphis kunsi, Monodelphis osgoodi, Monodelphis peruviana, Monodelphis pinocchio, Monodelphis reigi et Monodelphis ronaldi et Monodelphis (Pyrodelphys) Pavan et Voss, 2016 pour Monodelphis emiliae.

## Publication originale
- Burnett, 1830 : Illustrations of the Quadrupeda, or quadrupeds, being the arrangement of the true four-footed beasts indicated in outline. Quarterly Journal of Science, Literature and Art, vol. 1829, p. 336–353.